# Massimiliano Stampa

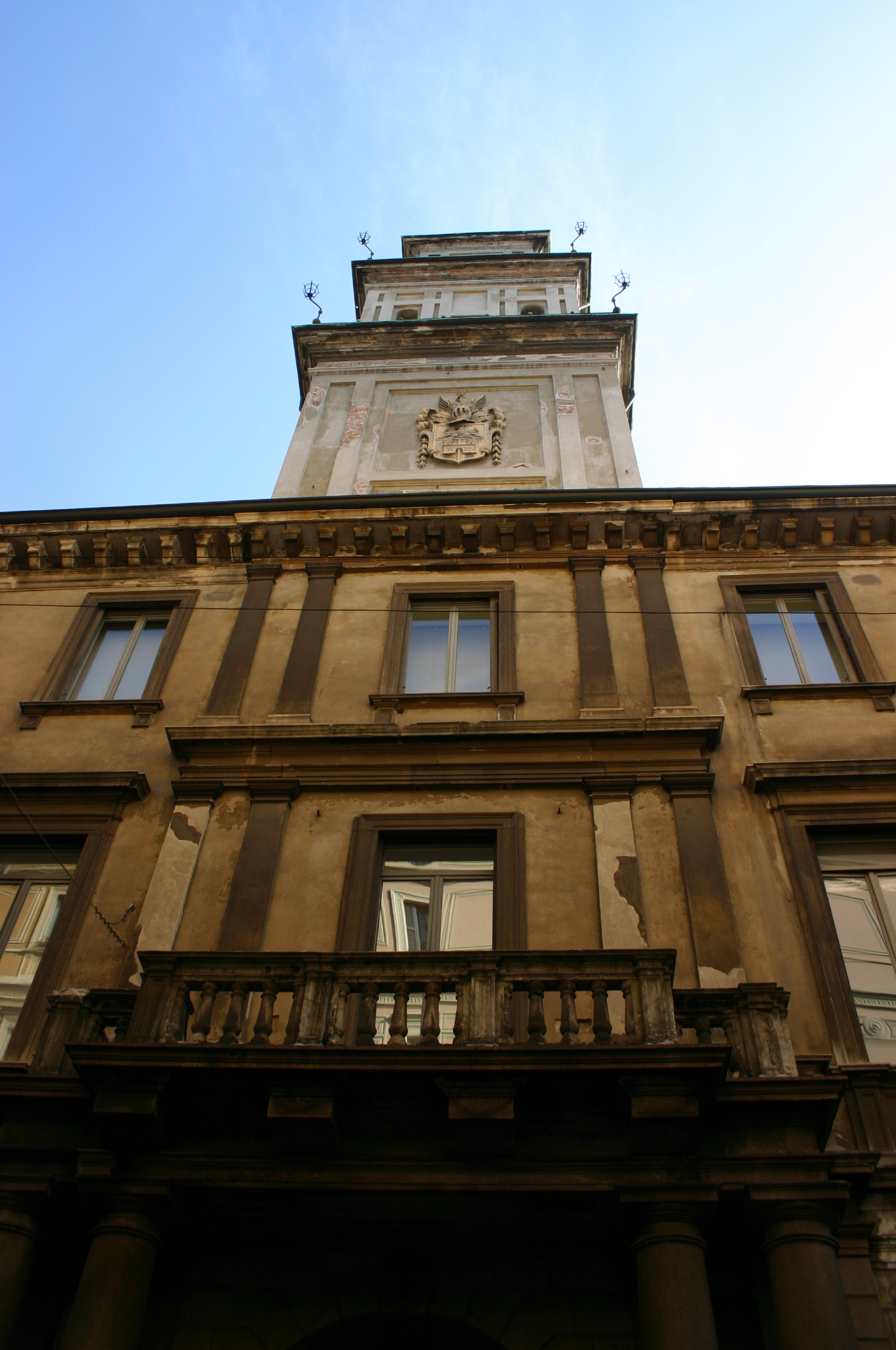
Palazzo Stampa di Soncino, fatto erigere a Milano per volontà di Massimiliano Stampa nel XVI secolo

Massimiliano I Stampa (Milano, 1494 – Milano, 19 giugno 1552) è stato un nobile italiano, castellano del Castello Sforzesco di Milano e primo marchese di Soncino.

## Biografia
Membro di una nobile famiglia milanese, Massimiliano Stampa era figlio del Conte Pietro Martire Stampa e di Barbara Crivelli. Egli giocò un ruolo fondamentale nella politica del suo tempo e nel Ducato di Milano.
Durante gli anni di reggenza di Francesco II Sforza, erede legittimo dell'ultimo duca (Ludovico il Moro), fu un fedele servitore della corona milanese e si preoccupò personalmente di accompagnare nel proprio viaggio dalle Fiandre alla capitale lombarda la futura duchessa Cristina di Danimarca, promessa sposa di Francesco II, anche se questi era ormai moribondo. Si preoccupò in particolare dei festeggiamenti, tenutisi nel suo castello di Cusago che aveva acquistato in quello stesso anno, 1534. Dopo questi eventi verrà nominato consigliere ducale; già dal 1531 era castellano del Castello Sforzesco.
Dopo la morte di Francesco II senza eredi la città stava per sprofondare nel caos. Per evitare disordini Massimiliano si mise a capo di un'ambasceria e offrì in dono la città di Milano all'Imperatore Carlo V. Come segno di riconoscenza ebbe dall'imperatore il dono di 50.000 scudi e l'investitura del marchesato di Soncino. La consegna seguì una precedente convenzione stipulata a Bologna: nel febbraio del 1531, infatti, il capitano Giovanni di Mercado aveva ceduto il castello al conte Stampa sotto il giuramento che lo Stampa lo avrebbe a sua volta ceduto solo ed esclusivamente al «Sacratissimo et Invictissimo Carolo Quinto de' Romani Imperatore» ovvero ai suoi successori nel Sacro Romano Impero. Già nel 1524, Massimiliano aveva ottenuto da Francesco II i feudi di Melzo e Gorgonzola, concessi successivamente per volere imperiale nel 1526 al nobile spagnolo Antonio de Leyva. Stampa ne rientrò ad ogni modo in possesso nel 1530 e vi rinunciò nuovamente nel 1531. Nel 1525 era anche entrato in possesso del feudo di Rivolta d'Adda e poco dopo di quello di Castellazzo di Corbetta, ottenendo nel 1535 il governo delle terre di Tromello. Carlo V, nel 1540 cedette i propri domini lombardi al figlio Filippo, divenuto re di Spagna.
Alla sua morte, avvenuta il 19 giugno 1552, Massimiliano Stampa venne sepolto nella chiesa di Santa Maria delle Grazie a Soncino. A causa della mancanza di un erede diretto egli aveva inizialmente designato quale suo successore Giacomo Massimiliano Stampa, figlio di Giovan Francesco conte di Rosate, suo lontano parente, menzionato in due testamenti datati 1537 e 1540. Solo in un secondo momento decise di continuare la linea ereditaria attraverso il fratello minore Ermes, il quale era stato destinato alla carriera ecclesiastica, divenendo vescovo di Novara nel 1541. Abbandonato l'abito talare Ermes acquistò i titoli del fratello, divenendo il secondo marchese di Soncino; i beni di Massimiliano vennero divisi tra Ermes e la moglie del defunto, Anna Moroni, la quale si insediò stabilmente nel castello di Cusago. Sua nipote fu la sventurata Marianna de Leyva, ricordata dal Manzoni come "La Monaca di Monza".
A Milano, la sua figura viene prevalentemente ricordata per la costruzione del Palazzo Stampa di Soncino, realizzato sotto la supervisione dell'architetto Cristoforo Lombardo, uno dei maggiori dell'epoca, che realizzò per lui un grandioso portale con le imprese di Carlo V.
A Soncino lo Stampa divenne anche proprietario del locale castello, il quale era stato edificato nel 1473 dal duca di Milano Galeazzo Maria Sforza e che rimase proprietà della famiglia Stampa fino al 1876, quando l'ultimo marchese di Soncino, Massimiliano Cesare, cedette per legato testamentario la struttura alla municipalità di Soncino, tutte le altre proprietà passarono ad una nipote, Luisa Negroni Prati Morosini, coniugata con Gian Alfonso Casati (1854–1890). Il figlio della coppia, Camillo (1877-1946), avrebbe ottenuto nel 1892 il titolo di marchese e l'autorizzazione ad aggiungere al proprio il cognome Stampa di Soncino.

## Matrimonio e figli
Massimiliano Stampa sposò la nobildonna Anna Moroni (o Morone), figlia del cancelliere del ducato di Milano Girolamo Morone e Amabilia Fissiraga. Da questo matrimonio nacque un solo figlio:
- Francesco (? - ottobre 1528), premorto al padre

## Albero genealogico
|                                                 |   |                     | Genitori              |  |  | Nonni |  |  | Bisnonni                          |  |  | Trisnonni         |  |
|                                                 |   |                     |                       |  |  |       |  |  | Achille Stampa, patrizio milanese |  |  | Giovannolo Stampa |  |
|                                                 |   |                     |                       |  |  |       |  |  | Achille Stampa, patrizio milanese |  |  | Giovannolo Stampa |  |
|                                                 |   | …                   |                       |  |  |       |  |  | Achille Stampa, patrizio milanese |  |  |                   |  |
| Giovanni Stampa, signore di Montecastello       |   |                     |                       |  |  |       |  |  | Achille Stampa, patrizio milanese |  |  |                   |  |
|                                                 |   | Caterina Grassi     | Ambrogio Grassi       |  |  |       |  |  |                                   |  |  |                   |  |
|                                                 |   | Caterina Grassi     | Ambrogio Grassi       |  |  |       |  |  |                                   |  |  |                   |  |
|                                                 |   | Caterina Grassi     | …                     |  |  |       |  |  |                                   |  |  |                   |  |
| Pietro Martire Stampa, signore di Montecastello |   | Caterina Grassi     |                       |  |  |       |  |  |                                   |  |  |                   |  |
|                                                 |   | Ambrogio Visconti   | Maffiolo Visconti     |  |  |       |  |  |                                   |  |  |                   |  |
|                                                 |   | Ambrogio Visconti   | Maffiolo Visconti     |  |  |       |  |  |                                   |  |  |                   |  |
|                                                 |   | Ambrogio Visconti   | Caterina de' Capitani |  |  |       |  |  |                                   |  |  |                   |  |
| Isabella Visconti                               |   | Ambrogio Visconti   |                       |  |  |       |  |  |                                   |  |  |                   |  |
|                                                 |   | Margherita Visconti | Giovanni Visconti     |  |  |       |  |  |                                   |  |  |                   |  |
|                                                 |   | Margherita Visconti | Giovanni Visconti     |  |  |       |  |  |                                   |  |  |                   |  |
|                                                 |   | Margherita Visconti | …                     |  |  |       |  |  |                                   |  |  |                   |  |
| Massimiliano I Stampa, I marchese di Soncino    |   | Margherita Visconti |                       |  |  |       |  |  |                                   |  |  |                   |  |
|                                                 | … | …                   |                       |  |  |       |  |  |                                   |  |  |                   |  |
|                                                 | … | …                   |                       |  |  |       |  |  |                                   |  |  |                   |  |
|                                                 | … | …                   |                       |  |  |       |  |  |                                   |  |  |                   |  |
| Ugolino Crivelli                                | … |                     |                       |  |  |       |  |  |                                   |  |  |                   |  |
|                                                 |   | …                   | …                     |  |  |       |  |  |                                   |  |  |                   |  |
|                                                 |   | …                   | …                     |  |  |       |  |  |                                   |  |  |                   |  |
|                                                 |   | …                   | …                     |  |  |       |  |  |                                   |  |  |                   |  |
| Barbara Crivelli                                |   | …                   |                       |  |  |       |  |  |                                   |  |  |                   |  |
|                                                 |   | …                   | …                     |  |  |       |  |  |                                   |  |  |                   |  |
|                                                 |   | …                   | …                     |  |  |       |  |  |                                   |  |  |                   |  |
|                                                 |   | …                   | …                     |  |  |       |  |  |                                   |  |  |                   |  |
| …                                               |   | …                   |                       |  |  |       |  |  |                                   |  |  |                   |  |
|                                                 |   | …                   | …                     |  |  |       |  |  |                                   |  |  |                   |  |
|                                                 |   | …                   | …                     |  |  |       |  |  |                                   |  |  |                   |  |
|                                                 |   | …                   | …                     |  |  |       |  |  |                                   |  |  |                   |  |
|                                                 |   | …                   |                       |  |  |       |  |  |                                   |  |  |                   |  |